# Coelodon servum
Coelodon servum là một loài bọ cánh cứng trong họ Cerambycidae.